# José Batlle
José Pablo Torcuato Batlle Ordóñez (Montevidéu, 21 de maio de 1856 – Montevidéu, 20 de outubro de 1929), filho do ex-presidente Lorenzo Batlle, foi um político e jornalista uruguaio e presidente de seu país por dois períodos, de 1903 a 1907 e de 1911 a 1915. Era membro do Partido Colorado.
Criou uma política de governo característica, o batllismo.
Em 1920, Battle mata Washington Beltrán Barbat, do Partido Nacional, num duelo formal com pistolas, em sequência da troca de ataques por via de editoriais publicados no jornal de Batlle, El Día, e no de Beltrán, El País.